# يوشيتاكا يامايا
يوشيتاكا يامايا (山谷祥生 يامايا يوشيتاكا) هو مؤدي أصوات ياباني ولد في 15 فبراير 1992 في سنداي، مياغي.

## أعماله في الأنمي

### مسلسلات أنمي تلفزيونية
- فصل الاغتيال - توموهيتو سوغينو
- فصل الاغتيال SECOND SEASON - توموهيتو سوغينو
- حرب السحر - تسوناغاشي آيبا (أيام الصبا)
- أصدقاء الأسبوع - يوكي هاسي
- آلدنوا زيرو - أوكيسكي ميكوني
- نوراغامي ARAGOTO - تاتسومي
- أص الديناري - إيتسوكي تادانو
- توكين رانبو: هانامارو - أكيتا توشيرو
- توكين رانبو: هانامارو: الموسم الثاني - أكيتا توشيرو
- هاندا-كن - هاسيغاوا
- أونميوجي نجم التوأم - شو إيكونو
- تريكستر - تاسوكو ياماني
- 7 صح 3 خطأ - هاجيمي ساساكي
- فتاة الجحيم: رفيق المساء - أكيرا ناغاتا
- آيدولماستر سايد إم - كيوسكي آوي
- بلاك كلوفر - ماركس فرانسوا
- ملحمة مسيرة الموت إلى العالم الآخر - يوساراتويا بوروينان
- نهضة بطل الدرع - إيتسوكي كاواسومي
- مدينة الإبادة - شونبي
- إيروما-كن في مدرسة الشياطين - شاكس ريد
- جوجوتسو كايسن - جونبي يوشينو

### أنمي الإنترنت
- كوروسينسي كويست! - توموهيتو سوغينو

### أفلام أنمي
- ديجيمون أدفنتشر: التطور الأخير للروابط - هاني

## أدواره في ألعاب الفيديو
- فصل الاغتيال: محاصرة كوروسينسي الكبرى!! - توموهيتو سوغينو
- فصل الاغتيال: خطة تدريب القتلة!! - توموهيتو سوغينو
- آيدولماستر سايد إم - كيوسكي آوي